# Beneath, Between and Behind
Beneath, Between and Behind är en låt av Rush. Den återfinns på albumet Fly by Night, utgivet den 15 februari 1975. Det är den enda låten på albumet som skrevs av Alex Lifeson och Neil Peart tillsammans. Låten finns även med på livealbumet Exit...Stage Left. 
Rush spelade "Beneath, Between and Behind" live 256 gånger. Den sista gången bandet spelade den var den 12 april 1982.